# Solanin
Solanin, genauer α-Solanin, ist eine gesundheitsschädliche chemische Verbindung, die vor allem in Nachtschattengewächsen wie Kartoffeln enthalten ist. Chemisch ist Solanin das Saponin des Steroidalkaloids Solanidin mit dem Trisaccharid Solatriose, das aus Glucose, Galactose und Rhamnose besteht. Solanin wurde erstmals 1820 vom französischen Apotheker Desfosses aus den Beeren des Schwarzen Nachtschattens (Solanum nigrum) isoliert, nach dem es benannt wurde. Es wird fälschlich auch als „Tomatin“ bezeichnet.

## Vorkommen
Solanin ist vor allem in Nachtschattengewächsen (Solanaceae) – wie Kartoffeln – enthalten.

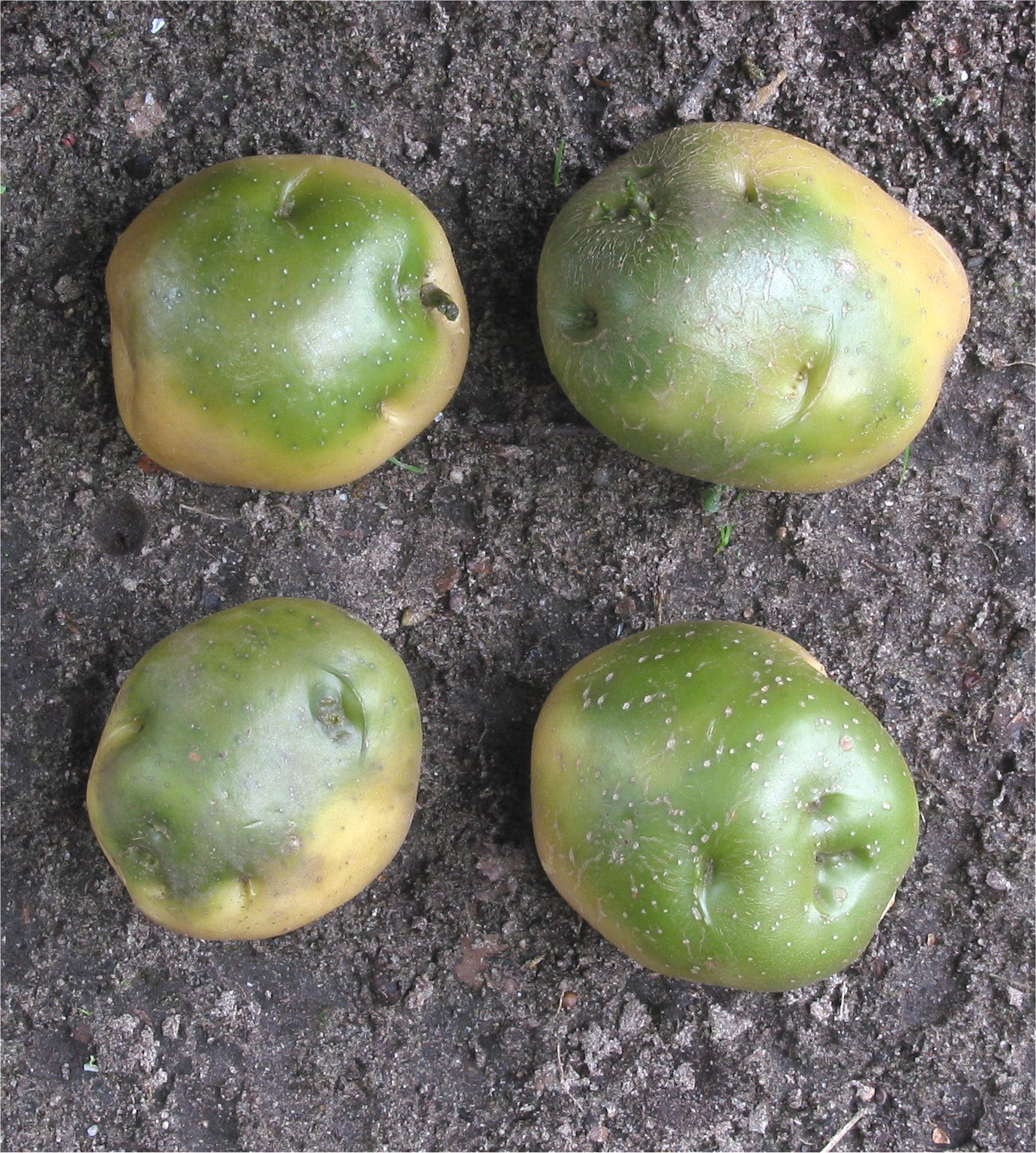
Der grüne Anteil von Kartoffeln enthält viel Solanin.

Die höchsten Werte erreichen Frühkartoffeln. Werden Kartoffeln lange Zeit dem Licht ausgesetzt, steigt der Solaningehalt an, vor allem in den Trieben. Auch in geschälten rohen oder mechanisch verletzten Kartoffeln (Druckstellen, Frostschäden) steigt der Gehalt ein wenig, weil weiteres Solanin zur Bekämpfung von Fäulniserregern produziert wird. Lagertemperatur und Lagerdauer haben Einfluss auf die Erhöhung des Alkaloidgehaltes; die ideale Lagertemperatur ist 10 °C.
Der Solaningehalt von Kartoffeln war früher wesentlich höher als heute. Noch in einer Studie vom Mai 1943 wurde der Solaningehalt (Gesamtgehalt) von Kartoffeln der Sorte Voran mit 32,5 mg/100 g angegeben, wobei kleine grüne Kartoffeln bis zu 55,7 mg/100 g erreichten. Hingegen konnte der Gehalt durch sehr starke Belichtung und Ergrünen nur unwesentlich gesteigert werden. Heute überwiegend angebaute neuere Kartoffelsorten weisen einen Gesamt-Glykoalkaloidgehalt von 3 bis 7 mg/100 g (2013) bzw. 2 bis 10 mg/100 g (WHO 1994 sowie 1996) auf.
Das Bundesinstitut für Risikobewertung empfahl im Jahre 2018 eine Absenkung des bis dahin als unbedenklich angesehenen Gehaltes von maximal 20 mg/100 g auf 10 mg/100 g Rohware. Man bezog sich auf einen Vergiftungsfall aus dem Jahre 2015, der nach dem Verzehr von Kartoffeln, die einen Glykoalkaloidgehalt von 23,6 mg/100 g hatten, aufgetreten war.

## Wirkung
Es wird momentan davon ausgegangen, dass Solanin eine Depolarisation der Mitochondrienmembranen bewirkt, wobei sich der Calciumgehalt des Cytoplasmas erhöht. Zumindest ein Teil des Calciums stammt aus den geschädigten Mitochondrien, da in intakten die Calciumkonzentration wesentlich höher ist als im Cytoplasma. Die Erhöhung der Calciumkonzentration im Cytoplasma leitet den Zelltod durch Apoptose ein.

## Solaninvergiftung
Die Solaninvergiftung kam früher sehr häufig vor, vor allem in Form eines „schweren Magens“ und in Form von Übelkeit; auch Todesfälle wurden beschrieben. Sie ist heute durch die geringen Konzentrationen in modernen Zuchtgemüsen praktisch verschwunden. Erste Vergiftungserscheinungen des Alkaloids wie Benommenheit, Berührungsüberempfindlichkeit (Hyperästhesie) und erschwerte Atemtätigkeit (Dyspnoe) treten beim Erwachsenen nach der Aufnahme von ca. 200 mg auf, bei fortgesetzter Solaninaufnahme Übelkeit und Erbrechen; diese Symptome werden auch als Solanismus beschrieben. Weitere Symptome sind Brennen und Kratzen im Hals, Magenbeschwerden, Darmentzündungen, Nierenentzündungen mit blutigem Harn, Gliederschmerzen, Fieber, Nierenreizungen, Durchfall und in schlimmen Fällen sogar die Auflösung der roten Blutkörperchen, Herzrhythmusstörungen, Störungen der Kreislauf- und Atemtätigkeit sowie Schädigungen des zentralen Nervensystems (Krämpfe, Lähmungen). Als tödlich gilt eine Dosis von 400 mg.
Solanin zerfällt beim Kochen nicht, sondern geht in das zum Kochen verwendete Wasser über, da es bei hohen Temperaturen wasserlöslich ist. Deshalb sollte das Kochwasser nicht weiterverwendet werden. Da Solanin hitzebeständig und fettunlöslich ist, wird es beim Frittieren oder Braten ebenfalls nicht zerstört. Der Solaningehalt kann bei Kartoffeln durch Abschneiden grüner Stellen und von Keimen verringert werden. Da die grüne Farbe vom Chlorophyll stammt und dessen Bildung erst nach der Biosynthese des Solanins erfolgt, können auch unverfärbte Kartoffeln eine erhöhte Solaninkonzentration aufweisen.

### Toxizität
Die mittlere Dosis von 200 mg, bei der erste Vergiftungserscheinungen auftreten können, entspricht dem Genuss von mehr als 2,8 Kilogramm roher und ungeschälter Kartoffeln von neuen Sorten mit 7 mg Solanin/100 g. 30–80 % des Solanins befinden sich in oder direkt unterhalb der Schale. Die Dosis ist von der Körpermasse abhängig und individuell stark unterschiedlich. Die WHO gibt Dosen von 3 bis 6 mg Glykoalkaloiden pro kg Körpergewicht als letale Dosis für den Menschen an. Dosen von über 1 bis 3 mg pro kg Körpergewicht werden als toxisch angesehen.
Durch die Zubereitung wird der Gehalt an Solanin reduziert, indem die Kartoffeln üblicherweise geschält und geputzt werden. Ein Teil geht in das Kochwasser über. Derzeit am Markt übliche Kartoffelsorten verursachen unter diesen Bedingungen keine gesundheitlichen Risiken. Das gilt jedoch nicht unbedingt für ältere Sorten. Vergrünte, teilweise an der Oberfläche gelegene Kartoffeln oder bestimmte Sorten können unzulässig hohe Gehalte von 20 bis 40 mg/100 g aufweisen.
Der vom Bundesinstitut für Risikobewertung im Jahre 2018 empfohlene Grenzwert von 10 mg/100 g Kartoffel-Rohware ist damit begründet worden, dass ein NOAEL der Summe der Glycoalkaloide von 0,5 mg/kg Körpergewicht und Tag nicht überschritten werden sollte. Solanin macht etwa 50 % des Glycoalkaloid-Gehaltes von Kartoffeln aus.
Das Maximum der Glycoalkaloid-Konzentration im Blutserum wurde mit 4 bis 8 Stunden nach dem Verzehr von Kartoffeln mit 20 mg/100 g Glycoalkaloiden bestimmt. Die Halbwertszeit des Abbaues im Körper betrug im Mittel 21 Stunden. Wegen des langsamen Abbaues wird eine mögliche Akkumulation bei täglicher Aufnahme erwähnt.
Das Aglycon Solanidin ist der Haupt-Metabolit der Kartoffel-Glycoalkaloide. Es wird in der Leber angereichert und hat eine hohe Verweilzeit im Körper. So wurde 1992 festgestellt, dass der nach 4 Stunden angestiegene Serumwert selbst nach 25 Stunden nicht wieder fiel.